# Rosa Renom
Rosa Renom (Rosa Renom i Grau, n. Sabadell, 21 de abril de 1963) es una actriz española de teatro, cine y televisión.

## Biografía
Rosa Renom nació en la calle del Hospital de Sabadell -actual plaza del Alcalde Marcet- y estudió en la Escola Nostra Llar y en el Instituto Pau Vila . Empezó a hacer teatro en el Aula de Teatro de la Academia de Bellas Artes de Sabadell, dirigida por Francesc Ventura -donde también empezaron Jordi Boixaderas, Josep Torrents , Anna Güell, Montse Germán, Teresa Vilardell, ...- Más tarde, se licenció en arte dramático en el Instituto del Teatro de Barcelona.
Debutó como actriz en el Teatro Estable de Sabadell (TES) y continuó con  Romeo y Julieta  de Shakespeare en el Teatro La Farándula de Sabadell. Se trasladó a vivir a Barcelona, donde vive actualmente y donde ejerce profesionalmente.

## Premios
- Premio Margarida Xirgu 2009-2010 por Rock & roll, de Tom Stoppard, y La gavina de Antón Chéjov.[3]
- Premio de la Crítica como mejor actriz principal por su papel en El president, de Thomas Bernhard, dirigida per Carme Portaceli.[4]